# Дербенник иволистный
Дербе́нник иволи́стный, или Плаку́н-трава́ (лат. Lýthrum salicária) — многолетнее травянистое растение, вид рода Дербенник (Lythrum) семейства Дербенниковые (Lythraceae).
Применяется в народной медицине, а также как декоративное и медоносное растение.

## Название
Согласно легенде, плакун-трава выросла из слёз Богородицы, пролитых во время крестных мук Иисуса Христа. Такое название растение получило также и по той причине, что оно имеет особый механизм избавления от излишней влаги, которая стекает в виде капель по листьям и выглядит, как слёзы (гуттация).

## Ботаническое описание

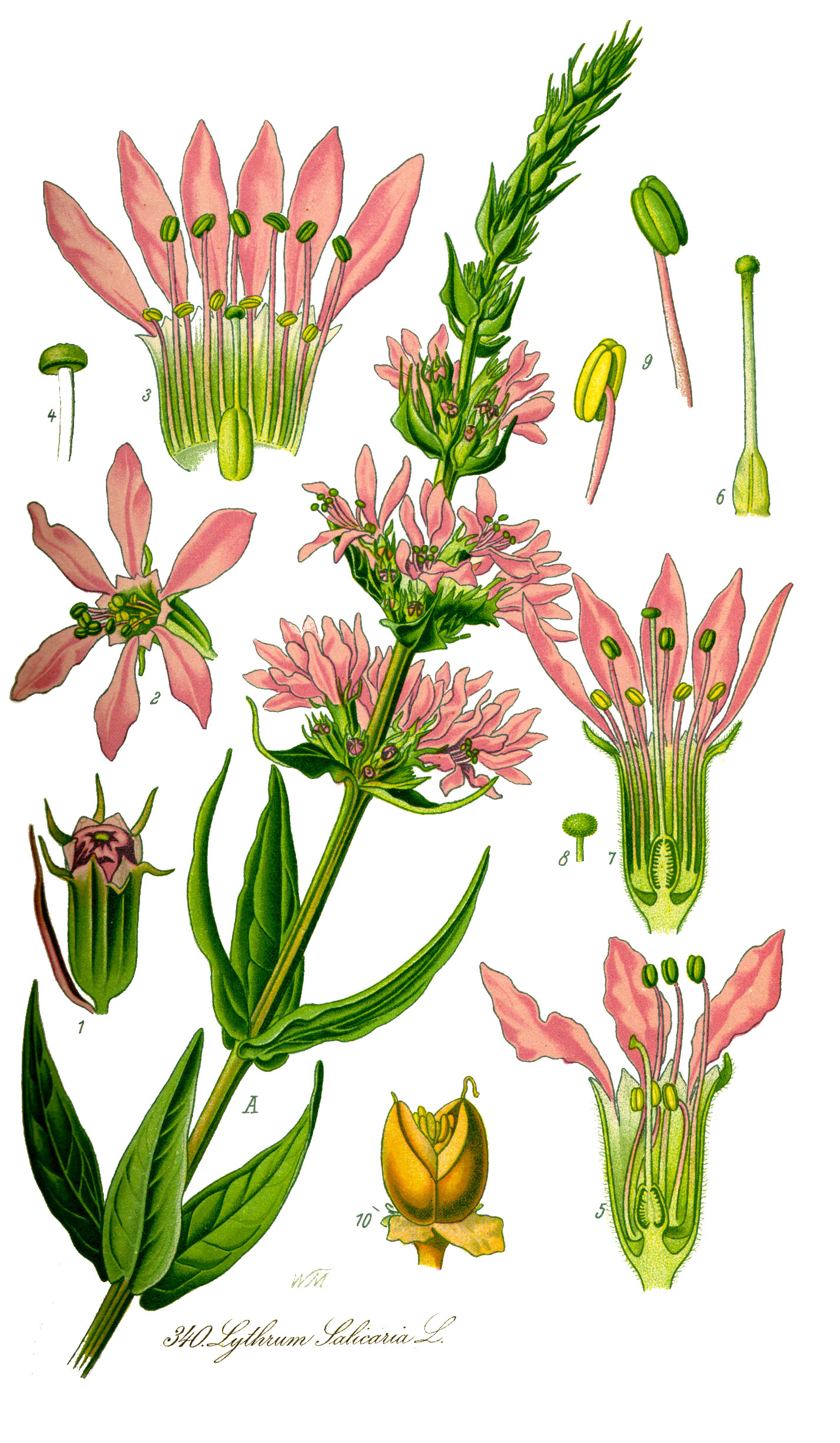
Дербенник иволистный.

Стебель прямой, четырёхгранный, высотой 80—140 см (до 2 м), в верхней части обычно разветвлённый.
Корень толстый, деревянистый.
Нижние листья обычно супротивные, реже мутовчатые; верхние — очерёдные, продолговатые, длиной до 10 см.
Цветки многочисленные, звездовидные, маленькие, до 1 см в диаметре, собраны в плотные колосовидные соцветия, расположенные в пазухах прицветных листьев. Венчик пурпурный, лепестки длиной до 14 мм.
Плод — продолговато-овальная коробочка длиной 3—4 мм, семена мелкие.
Цветёт в июле-августе, плодоносит с августа.
Размножается делением корневища и семенами.

## Распространение и экология
Ареал охватывает Северную Африку, восточную часть Австралии, всю Европу и Азию (кроме Средней и Юго-Восточной Азии). На территории России встречается повсеместно, кроме арктических районов.
Занесён в Северную Америку и Новую Зеландию, где широко распространился с тяжёлыми последствиями для местных экосистем.
Обычно произрастает по берегам различных водоёмов, окраинам болот и в других сырых местах. Предпочитает солнечные места, влажные и питательные почвы.

## Химический состав
Растение содержит дубильные вещества, пектин, каротин, смолы, гликозиды, следы эфирного масла.

## Значение и применение

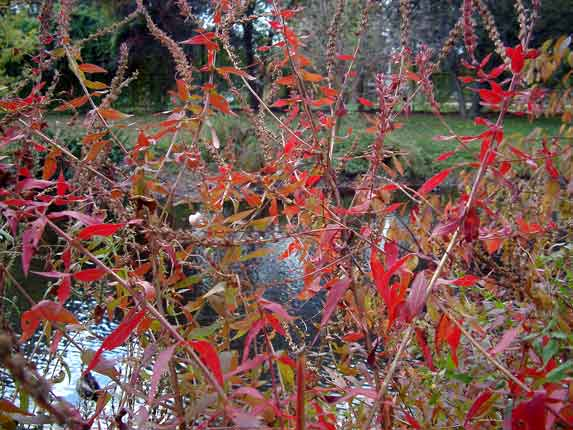
Осенняя окраска растения

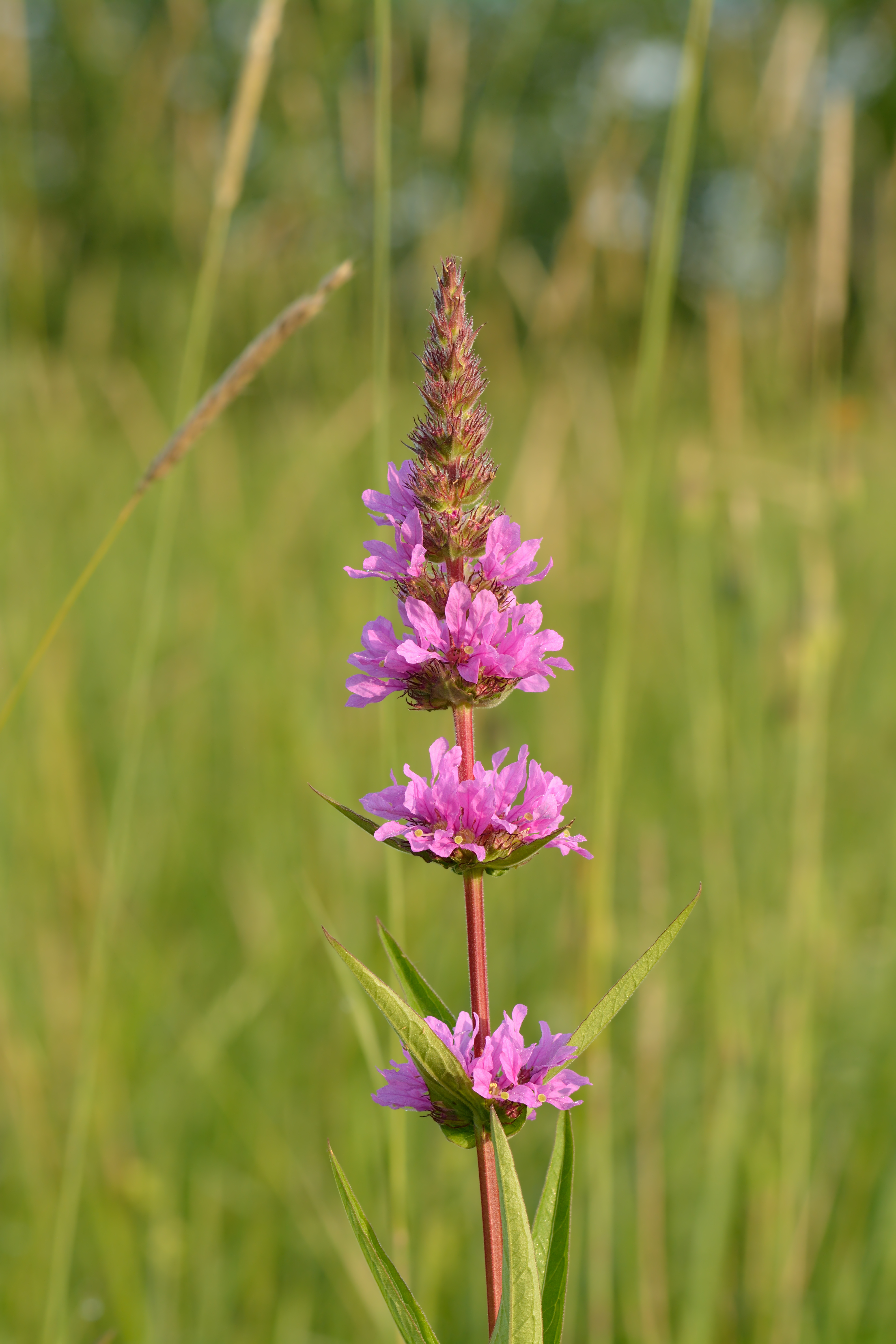
Цветки

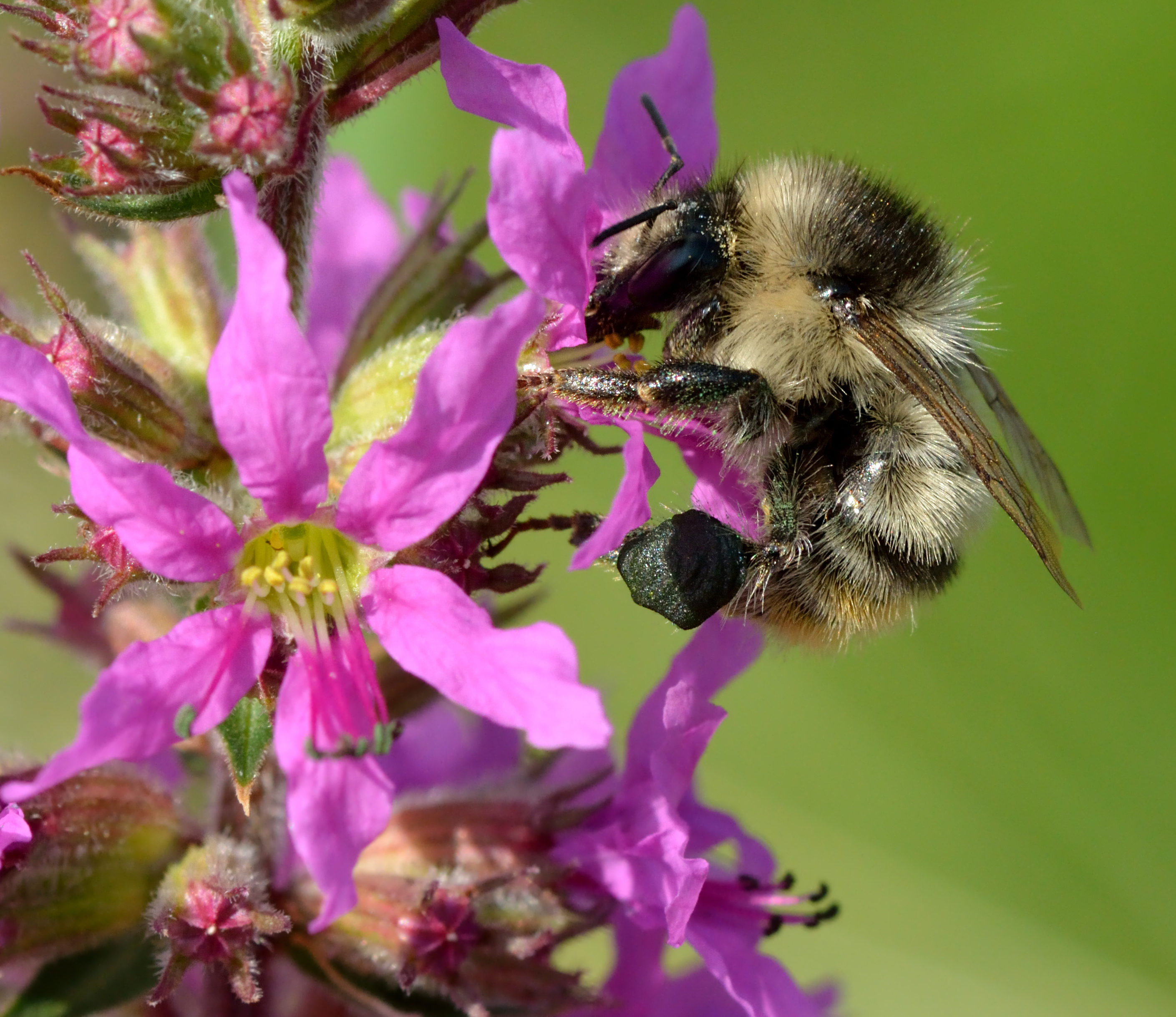
Дербенник иволистный — хороший медонос

Корни содержат дубильные вещества который можно использовать для окрашивания в коричневый цвет. Дубильные вещества используют при пропитке рыболовных сетей от гниения.
Домашними животными не поедается. Удовлетворительно поедается пятнистыми оленями (Cervus nippon) весной и летом.
В народной медицине используют корень, а при его отсутствии — траву. Водный отвар пьют при маточных кровотечениях, как мочегонное, при венерических заболеваниях, при флюсе и ранах во рту. Из отвара корней и травы готовили ванны для купания ослабленных детей, а также при детской спазмофилии. Настой корня принимают при простуде, головной боли, делают примочки при ушибах. Отвар корня используется в народной медицине при укусах змей и бешеных животных.
Цветки съедобны. Цветки и корни используются как пищевой краситель, обработанные уксусом, они дают очень прочную жёлтую краску для кожи и бумаги.
Используется в качестве декоративного растения. Выведен ряд сортов:
- 'Sticflamme' — пурпурно-розовые соцветия, 140 см высотой;
- 'Zigeunerblut' — тёмно-красные, 120 см высотой;
- 'Augenweide' — с красно-фиолетовыми цветками;
- 'Brilliant', 'Lady Sackville' и 'Robert' — разных оттенков розового;
- 'Roseum' — бледно-розовый, невысокий.

## В пчеловодстве
Медонос, даёт много нектара, а также пыльцу. Мёд ароматный, тёмно-жёлтый, терпкий. Продуктивность нектара одним цветком 0,7 мг, растением 795 мг, при сплошном произрастании 254,5 кг/га. На одном цветоносном побеге 1103 цветка. В нектаре содержится 65,5 % сахара. Продуктивность пыльцы пыльником 0,1 мг, растением 1322,4 мг. Нектаропродуктивность в условиях юга Дальнего Востока 100 цветков 43,6 мг, а мёдопродуктивность около 30 кг/га.
Суточный ритм выделения нектара сдвинут на вторую половину дня. При благоприятных условиях за сутки один цветок может выделить до 3 мг нектара. Многократный отбор нектара стимулирует его выделение. При сплошном произрастании дербенника иволистного на 105 цветках отмечены 56 медоносных пчёл, 1 бабочка, 4 шмеля, 29 одиночных пчёл, 15 мух. Заполняя медовый зобик, пчела затратит 67 % нектара, собранного при одном фуражировочном вылете на посещение 88 цветков и полет до улья и обратно. Она принесёт 19,9 мг нектара в улей.
Первостепенный пыльценос. Масса пыльников одного цветка 0,5—1,3 мг, а пыльцепродуктивность 0,17—0,43 мг. Пыльца жёлтая.

## В сказаниях и мифах
Плакун-трава упоминается в заговорах, как средство, помогающее повелевать духами и овладевать кладами. По старинным поверьям она заставляет плакать бесов. Из плакун-травы изготавливали амулеты, в том числе и кресты-тельники. Собирать её нужно на зорьке в Иванов день.

## Классификация

### Таксономическое положение
- Lythrum salicaria L., 1753, Sp. Pl. : 446

Вид Дербенник иволистный относится к роду Дербенник (Lythrum) семейства Дербенниковые (Lythraceae) порядка Миртоцветные (Myrtales), последовательно входящего в клады Мальвиды → Розиды → Суперрозиды → Эвдикоты → Цветковые растения. Таксономическая схема в соответствии с Системой APG IV по состоянию на декабрь 2023 года:
|  |                          |  |                                   |                                   |                         |  | 9 семейств | 9 семейств   |                          |  |  |  | еще 37 подтвержденных видов и 36 таксонов, ожидающих подтверждения |
|  |                          |  |                                   |                                   |                         |  | 9 семейств | 9 семейств   |                          |  |  |  | еще 37 подтвержденных видов и 36 таксонов, ожидающих подтверждения |
|  |                          |  |                                   | порядок Миртоцветные              |                         |  |            |              | род Дербенник            |  |  |  |                                                                    |
|  |                          |  |                                   | порядок Миртоцветные              |                         |  |            |              | род Дербенник            |  |  |  |                                                                    |
|  | клада Цветковые растения |  |                                   |                                   | семейство Дербенниковые |  |            |              | вид Дербенник иволистный |  |  |  |                                                                    |
|  | клада Цветковые растения |  |                                   |                                   | семейство Дербенниковые |  |            |              |                          |  |  |  |                                                                    |
|  |                          |  | ещё 63 порядка цветковых растений | ещё 63 порядка цветковых растений |                         |  |            | еще 28 родов | еще 28 родов             |  |  |  |                                                                    |
|  |                          |  |                                   | ещё 63 порядка цветковых растений |                         |  |            |              | еще 28 родов             |  |  |  |                                                                    |

### Синонимы
- Chabraea vulgaris Bubani
- Chabraea vulgaris Bubani
- Lythrum alternifolium Lorey
- Lythrum altissimum Pomel
- Lythrum anceps (Koehne) Makino
- Lythrum argyi H.Lév.
- Lythrum cashmerianum Royle
- Lythrum cinereum Griseb.
- Lythrum coronense Schur
- Lythrum diffusum Sweet
- Lythrum dubium Schult.
- Lythrum hexagonum Berchtold ex Opiz
- Lythrum nummulariifolium Pers.
- Lythrum palustre Salisb.
- Lythrum propinquum Weinm.
- Lythrum pubescens Sweet
- Lythrum purshianum Steud.
- Lythrum salicaria f. orgyalis Priszter
- Lythrum salicaria subf. anceps Koehne
- Lythrum salicaria subsp. intermedium Hara
- Lythrum salicaria subvar. glabricaule Koehne
- Lythrum salicaria var. anceps Koehne
- Lythrum salicaria var. glabricaule (Koehne) Kitag.
- Lythrum salicaria var. glabrum Ledeb.
- Lythrum salicaria var. mairei H.Lév.
- Lythrum salicaria var. salicaria
- Lythrum salicaria var. tomentosum (DC.) DC.
- Lythrum salicaria var. vulgare DC.
- Lythrum spicatum Gray
- Lythrum spiciforme Dulac
- Lythrum tomentosum Mill.
- Salicaria spicata Lam.
- Salicaria vulgaris Moench